# Cookeilanden op de Olympische Zomerspelen 2012
De Cookeilanden namen deel aan de Olympische Zomerspelen 2012 in Londen, Verenigd Koninkrijk.

## Deelnemers en resultaten
(m) = mannen, (v) = vrouwen 

### Atletiek
| Olympiër      | Onderdeel | Resultaat | Prestatie              |
| ------------- | --------- | --------- | ---------------------- |
| Patrick Tuara | 100m (m)  | 73e       | serie 4: 8ste in 11,72 |
|               |           |           |                        |
| Patricia Taea | 100m (v)  | 60e       | serie 3: 3de in 12,47  |

### Gewichtheffen
| Olympiër     | Onderdeel | Resultaat | Prestatie                                                   |
| ------------ | --------- | --------- | ----------------------------------------------------------- |
| Luisa Peters | -75kg (v) | 12e       | trekken: 13de met 82kg stoten: 13de met 100kg totaal: 182kg |

### Kanovaren
| Olympiër      | Onderdeel     | Resultaat | Prestatie                                                        |
| Slalom        | Slalom        | Slalom    | Slalom                                                           |
| ------------- | ------------- | --------- | ---------------------------------------------------------------- |
| Ella Nicholas | K-1 (v)       | 18e       | 1ste ronde: 118,29 race 1: 15de in 118,69 race 2: 16de in 118,29 |
| Vlakwater     |               |           |                                                                  |
| Joshua Utanga | K-1 200m (m)  | 19e       | serie 3: 6de in 38,966                                           |
| Joshua Utanga | K-1 1000m (m) | 22e       | serie 1: 8ste in 4.32,064                                        |

### Zeilen
| Olympiër        | Onderdeel        | Resultaat | Prestatie                                   |
| --------------- | ---------------- | --------- | ------------------------------------------- |
| Helema Williams | laser radial (v) | 41e       | 339 punten: (41-40-39-40-40-28-39-39-34-40) |

### Zwemmen
| Olympiër      | Onderdeel          | Resultaat | Prestatie              |
| ------------- | ------------------ | --------- | ---------------------- |
| Zachary Payne | 50m vrije slag (m) | 41e       | serie 4: 8ste in 25,26 |
|               |                    |           |                        |
| Celeste Brown | 50m vrije slag (v) | 54e       | serie 4: 7de in 29,36  |

Afghanistan · Albanië · Algerije · Amerikaanse Maagdeneilanden · Amerikaans-Samoa · Andorra · Angola · Antigua en Barbuda · Argentinië · Armenië · Aruba · Australië · Azerbeidzjan · Bahama's · Bahrein · Bangladesh · Barbados · België · Belize · Benin · Bermuda · Bhutan · Bolivia · Bosnië en Herzegovina · Botswana · Brazilië · Britse Maagdeneilanden · Brunei · Bulgarije · Burkina Faso · Burundi · Cambodja · Canada · Centraal-Afrikaanse Republiek · Chili · China · Chinees Taipei · Colombia · Comoren · Congo-Brazzaville · Congo-Kinshasa · Cookeilanden · Costa Rica · Cuba · Cyprus · Denemarken · Djibouti · Dominica · Dominicaanse Republiek · Duitsland · Ecuador · Egypte · El Salvador · Equatoriaal-Guinea · Eritrea · Estland · Ethiopië · Fiji · Filipijnen · Finland · Frankrijk · Gabon · Gambia · Georgië · Ghana · Grenada · Griekenland · Groot-Brittannië · Guam · Guatemala · Guinee · Guinee‑Bissau · Guyana · Haïti · Honduras · Hongarije · Hongkong · Ierland · IJsland · India · Indonesië · Irak · Iran · Israël · Italië · Ivoorkust · Jamaica · Japan · Jemen · Jordanië · Kaaimaneilanden · Kaapverdië · Kameroen · Kazachstan · Kenia · Kirgizië · Kiribati · Koeweit · Kroatië · Laos · Lesotho · Letland · Libanon · Liberia · Libië · Liechtenstein · Litouwen · Luxemburg · Macedonië · Madagaskar · Malawi · Maldiven · Maleisië · Mali · Malta · Marshalleilanden · Marokko · Mauritanië · Mauritius · Mexico · Micronesië · Moldavië · Monaco · Mongolië · Montenegro · Mozambique · Myanmar · Namibië · Nauru · Nederland · Nepal · Nicaragua · Nieuw-Zeeland · Niger · Nigeria · Noord-Korea · Noorwegen · Oeganda · Oekraïne · Oezbekistan · Oman · Oostenrijk · Oost-Timor · Pakistan · Palau · Palestina · Panama · Papoea-Nieuw-Guinea · Paraguay · Peru · Polen · Portugal · Puerto Rico · Qatar · Roemenië · Rusland · Rwanda · Saint Kitts en Nevis · Saint Lucia · Saint Vincent en Grenadines · Salomonseilanden · Samoa · San Marino · Sao Tomé en Principe · Saoedi-Arabië · Senegal · Servië · Seychellen · Sierra Leone · Singapore · Slovenië · Slowakije · Soedan · Somalië · Spanje · Sri Lanka · Suriname · Swaziland · Syrië · Tadzjikistan · Tanzania · Thailand · Togo · Tonga · Trinidad en Tobago · Tsjaad · Tsjechië · Tunesië · Turkije · Turkmenistan · Tuvalu · Uruguay · Vanuatu · Venezuela · Verenigde Arabische Emiraten · Verenigde Staten · Vietnam · Wit-Rusland · Zambia · Zimbabwe · Zuid-Afrika · Zuid-Korea · Zweden · Zwitserland · Onafhankelijke atleten